# Vincent Gallo
Vincent Gallo (Búfalo, Nueva York, 11 de abril de 1961) es un actor, pintor, músico y modelo estadounidense.
Es conocido por haber participado en numerosas películas independientes, tanto como actor, director y productor. Como director, guionista y actor su película más representativa es Buffalo '66. En los años 1980, trabajó como un artista figurativo en Nueva York, realizó un dúo de rap y tocó en una banda llamada Bohack. A finales de los noventa tocó en una banda de rock llamada Bunny, que más tarde publicó varias obras.
En 2003 dirigió y protagonizó The Brown Bunny, película sobre un solitario viajante en motocicleta que recuerda a su examante. La película alcanzó notoriedad por su escena final, la cual tiene a la coprotagonista Chloë Sevigny haciendo una felación real a Vincent Gallo. El filme fue estrenado en el Festival de Cannes y provocó controversias y críticas importantes por parte del público y los críticos.

## Primeros años
Nació en Buffalo, Nueva York, hijo de Janet, una peluquera, y Vincenzo Vito Gallo, también peluquero y apostador profesional. Sus dos padres emigraron de Sicilia, Italia. Gallo vivió en Nueva York y viajó por toda Europa, viviendo un breve tiempo en París y Roma. Su primer proyecto creativo fue como miembro de la banda post-punk neoyorquina GRAY, que también incluía al artista Jean-Michel Basquiat.[cita requerida]

## Filmografía

### Actor
- La leggenda di Kaspar Hauser (2012)
- Essential Killing (2010)
- Promises Written in Water (2010)
- 1989 (2009)
- Tetro (2009)
- Metropia (2009)
- Gossip Girl (2008)
- Oliverio Rising (2007)
- Dirt (2007-TV)
- Moscow Zero (2006)
- The Brown Bunny (2003)
- Stranded: Náufragos (2001)
- Get Well Soon (2001)
- Trouble Every Day (2001)
- Hide and Seek (Cord) (2000)
- Freeway II: Confessions of a Trickbaby (1999)
- Buffalo 66 (1998)
- L.A. Without a Map (1998)
- Truth or Consequences, NM (1997)
- Nénette et Boni (1996)
- The Funeral (1996)
- Basquiat (1996)
- Palookaville (1996)
- The Perez Family (1995)
- Arizona Dream (1993)
- The House of the Spirits (1993)
- A Idade Maior (1991)
- Goodfellas (1990)
- Doc's Kingdom (1987)
- The Gunlover (1986)
- The Way It Is (1985)
- Johnny 316 (1998)

### Escritor/Director
- Promises Written in Water (2010)
- The Brown Bunny (2003)
- Buffalo '66 (1998)

## Premios y distinciones
Festival Internacional de Cine de Venecia
| Año  | Categoría                  | Película          | Resultado |
| ---- | -------------------------- | ----------------- | --------- |
| 2010 | Coppa Volpi al Mejor actor | Essential Killing | Ganador   |